# Holgate (Ohio)
Holgate ist ein Village in Henry County im Nordwesten des US-Bundesstaates Ohio und liegt etwa 47 Meilen südwestlich von  Toledo. Bei der Volkszählung im Jahr 2020 hatte der Ort 1.061 Einwohner.

## Geschichte
Vor 1866 bestand Holgate und die Umgebung des Dorfes nur aus Moorgebieten und weitgehend von Menschenhand unberührter Flora und Fauna, gelegen im  Black Swamp. Um 1873 wurde das gesamte Gebiet schließlich von den Sümpfen befreit und bebaubar gemacht. Zu dieser Zeit entstand ein Zusammenschluss aus einzelnen Grundstücken, welcher Holgate genannt wurde und von einem Hartholzwald umgeben war.

## Bildung
Der Holgate Local Schools district (englisch Lokaler Schulbezirk Holgate) umfasst folgende schulische Einrichtungen:
1. Holgate Kindergarten
2. Holgate Elementary School (Grundschule)
3. Holgate Middle School (weiterführende Mittelstufe)
4. Holgate High School (weiterführende Oberstufe)

Alle Einrichtungen befinden sich zusammen in dem 2009 neu errichteten Schulkomplex. Das Gebäude umfasst sämtliche Klassen- sowie Laborräume, zwei Sporthallen, eine Kafeteria, ein Auditorium, einen Chorraum und eine Bibliothek. Des Weiteren beherbergt das Schulgelände ein American-Football-, ein Baseball- und ein Softballstadion.

### Schulsport
Wie auch an den meisten anderen amerikanischen Schulen, spielt der Sport auch an der Holgate High School eine wichtige Rolle. In den Farben lila & gold treten die Holgate Tigers in Sportarten wie Baseball, Basketball, American Football, Softball, Cheerleading etc. jährlich gegen andere Schulmannschaften des Henry County an. Das Maskottchen der Schule ist ein Tiger.

## Sehenswürdigkeiten
- Lanzer's Independence Hall - Der Ehrenbürger, Harold Lanzer, baute auf seinem Grundstück, ein paar Meilen von dem Dorfzentrum entfernt, die in den Vereinigten Staaten bekannte Independence Hall in kleinerem Maßstab nach. Das Gebäude steht im Original in Philadelphia im US-Bundesstaat Pennsylvania.[3]

## Söhne & Töchter des Dorfes
- Joe E. Brown (1891–1973), Schauspieler und Komödiant